# Hans Hürlimann
Hans Hürlimann (ur. 6 kwietnia 1918, zm. 22 lutego 1994) – szwajcarski polityk, członek Rady Związkowej od 5 grudnia 1973 do 31 grudnia 1982. Kierował departamentem spraw wewnętrznych (1974–1982; od 1979 federalny departament spraw wewnętrznych).
Był członkiem CVP.
Pełnił także funkcje wiceprezydenta (1978) i prezydenta (1979) Konfederacji.